# Rhionaeschna dugesi
Rhionaeschna dugesi е вид водно конче от семейство Aeshnidae. Видът не е застрашен от изчезване.

## Разпространение
Разпространен е в Мексико (Веракрус, Гуанахуато, Дуранго, Мексико, Оахака, Сонора и Южна Долна Калифорния) и САЩ (Аризона, Ню Мексико и Тексас).

## Описание
Популацията на вида е стабилна.